# Koto Selayan
Koto Selayan is een bestuurslaag in het regentschap Bukittinggi van de provincie West-Sumatra, Indonesië. Koto Selayan telt 1218 inwoners (volkstelling 2010).